# Sanatorio de La Barranca
El sanatorio de la Barranca fue un edificio situado en el término municipal español de Navacerrada, en la provincia de Madrid. Hasta 1995 funcionó como hospital psiquiátrico, siendo antes un sanatorio antituberculoso. Fue demolido en marzo de 2024.

## Historia
A mediados del siglo XX el Patronato Nacional Antituberculoso  construyó a lo largo de la geografía española varios sanatorios aislados de los núcleos urbanos para tratar algunas de las graves pandemias que estaban asolando a la población civil; como la tuberculosis, la lepra, la polio, la fibrosis y el cáncer de pulmón. En la sierra de Guadarrama se ubicaron varios de ellos, como el de La Barranca, cuya construcción data de 1941.

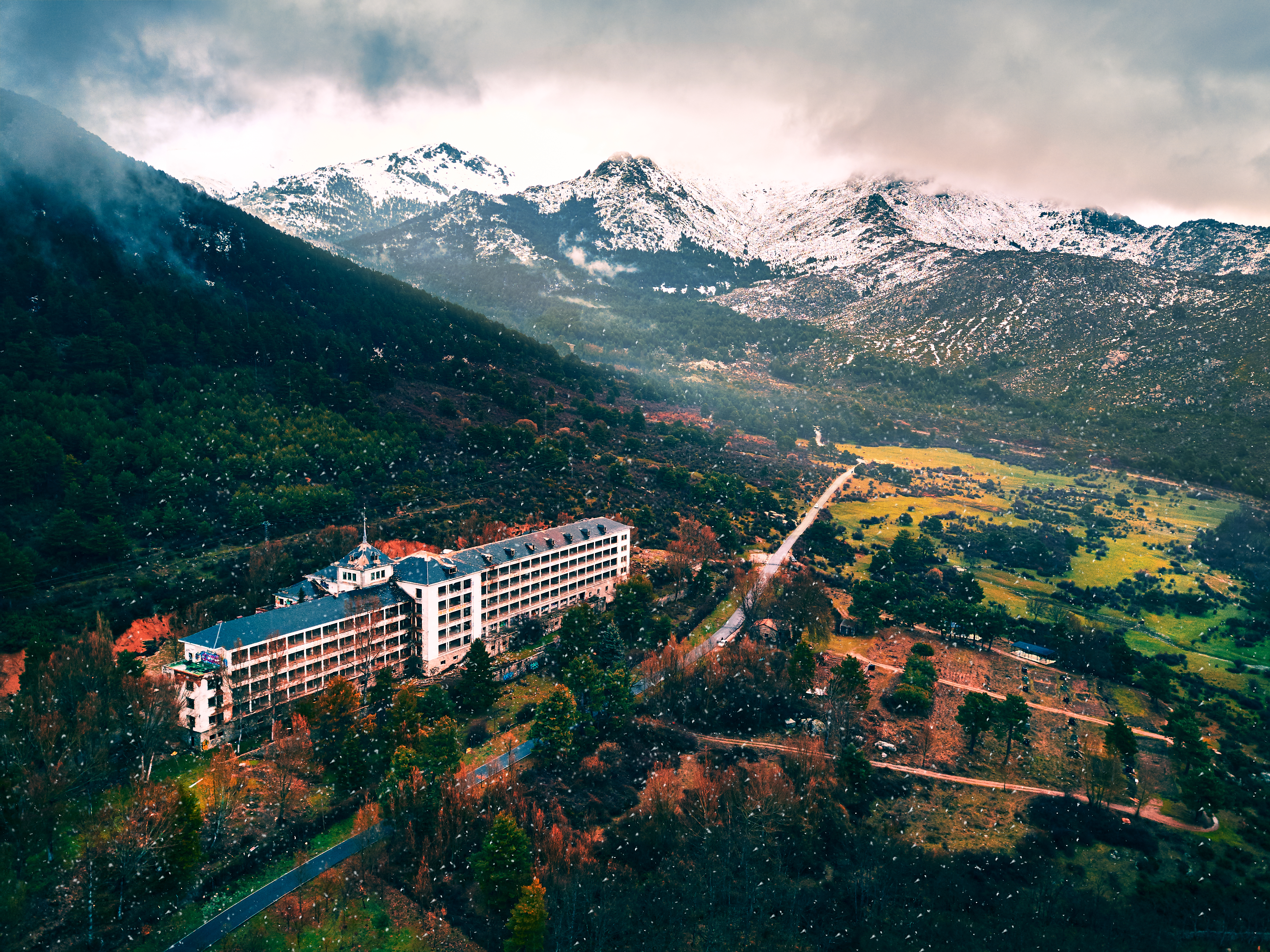
Vista aérea del edificio

Era el único que aún quedaba en pie. En marzo de 2024 fue demolido. Hasta mediados de la década de 1990 funcionó como un hospital psiquiátrico. Cuando se consideró que estos enfermos debían continuar su tratamiento de forma domiciliaria, el hospital se cerró y cayó en el abandono.  Fue demolido por completo en marzo de 2024.

## Descripción
La construcción, siguiendo el patrón de la arquitectura sanitaria de la época, se dispuso en dos grandes alas principales con algunos edificios anexos y los sótanos. La razón de que estuviera en la sierra radica en que hasta el descubrimiento de la penicilina y la estreptomicina el aire fresco era el mejor alivio para este tipo de enfermos. Además, se comprobó que a partir de 1200 m sobre el nivel del mar los casos de tuberculosis descendían drásticamente. La peculiaridad de esta construcción son sus grandes ventanales. Entre ambas alas estaba el torreón; la carretera lo atraviesa y supuestamente ahí estaba la entrada de urgencias. Tenía 8 alturas.